# امامزاده شعیب (جلفا)
مجموعه امامزاده شعیب دوزال مربوط به دوره ایلخانی - دوره صفوی است و در شهرستان جلفا، بخش سیه‌رود، روستای دوزال واقع شده و این اثر در تاریخ ۲۲ آبان ۱۳۶۲ با شمارهٔ ثبت ۱۶۵۴ به‌عنوان یکی از آثار ملی ایران به ثبت رسیده است.